# Constellaria
Constellaria is een uitgestorven geslacht van mosdiertjes, dat leefde van het Ordovicium tot het Siluur.

## Beschrijving
Dit geslacht had een takdiameter van 1 cm en vormde struikvormige kolonies met stevige, dikwijls samengedrukte takken, die aan de buitenkant overdekt waren met opvallende, stervormige heuveltjes (monticuli), die waarschijnlijk dienstdeden als schoorsteentjes voor de afvoer van het gefilterde water. Het geslacht leefde op de zeebodem.